# Teljes hatvány
A matematikában teljes hatványnak vagy hatványszámnak olyan pozitív egész számokat neveznek, melyek kifejezhetők egy pozitív egész szám egy másik pozitív egész kitevőre emelésével. Formálisabban, n teljes hatvány, ha léteznek m > 1 és k > 1 természetes számok, melyekre mk = n. Ebben az esetben az n teljes k-adik hatvány. Ha k = 2 vagy k = 3, akkor n hívható teljes négyzetnek, illetve teljes köbnek is (más néven: négyzetszám, ill. köbszám). Változó, hogy az egyet teljes hatványnak tekintik-e (1k = 1 bármely k-ra).

## Példák és sorösszegek
A teljes hatványok sorozatát elő lehet állítani az m és k lehetséges értékeinek iterálásával. Az első néhány teljes hatvány emelkedő sorrendben (a duplikátumokat is mutatva) (A072103 sorozat az OEIS-ben): 
{\displaystyle 2^{2}=4,\ 2^{3}=8,\ 3^{2}=9,\ 2^{4}=16,\ 4^{2}=16,\ 5^{2}=25,\ 3^{3}=27,\ } {\displaystyle 2^{5}=32,\ 6^{2}=36,\ 7^{2}=49,\ 2^{6}=64,\ 4^{3}=64,\ 8^{2}=64,\dots }
A teljes hatványok (duplikátumokat is figyelembe vett) sorösszege 1:
{\displaystyle \sum _{m=2}^{\infty }\sum _{k=2}^{\infty }{\frac {1}{m^{k}}}=1.}
aminek bizonyítása:
{\displaystyle \sum _{m=2}^{\infty }\sum _{k=2}^{\infty }{\frac {1}{m^{k}}}=\sum _{m=2}^{\infty }{\frac {1}{m^{2}}}\sum _{k=0}^{\infty }{\frac {1}{m^{k}}}=\sum _{m=2}^{\infty }{\frac {1}{m^{2}}}\left({\frac {m}{m-1}}\right)=\sum _{m=2}^{\infty }{\frac {1}{m(m-1)}}=\sum _{m=2}^{\infty }\left({\frac {1}{m-1}}-{\frac {1}{m}}\right)=1\,.}
Az első néhány teljes hatvány (duplikátumoktól megtisztítva) ( A001597):
(néha 1), 4, 8, 9, 16, 25, 27, 32, 36, 49, 64, 81, 100, 121, 125, 128, 144, 169, 196, 216, 225, 243, 256, 289, 324, 343, 361, 400, 441, 484, ...
A p teljes hatványok reciprokösszege a duplikátumok nélkül:
{\displaystyle \sum _{p}{\frac {1}{p}}=\sum _{k=2}^{\infty }\mu (k)(1-\zeta (k))\approx 0,874464368\dots }
ahol μ(k) a Möbius-függvény és ζ(k) a Riemann-féle zéta-függvény.
Euler szerint Goldbach megmutatta (egy azóta elveszett levelében), hogy a p teljes hatványokat tekintve az 1/(p−1) sorösszege, 1-et és a duplikátumokat kivéve éppen 1-gyel egyenlő:
{\displaystyle \sum _{p}{\frac {1}{p-1}}={{\frac {1}{3}}+{\frac {1}{7}}+{\frac {1}{8}}+{\frac {1}{15}}+{\frac {1}{24}}+{\frac {1}{26}}+{\frac {1}{31}}}+\cdots =1.}
Ezt néha Goldbach–Euler-tételnek is nevezik.

## Teljes hatványok keresése
Annak megállapítása, hogy adott n természetes szám teljes hatvány-e különböző módokon történhet, melyek különböző számítási bonyolultságúak lehetnek. Az egyik legegyszerűbb ilyen módszer, hogy vesszük az összes lehetséges k-t n osztói között, legfeljebb {\displaystyle k\leq \log _{2}n}-ig. Ha tehát {\displaystyle n} osztói {\displaystyle n_{1},n_{2},\dots ,n_{j}}, akkor az{\displaystyle n_{1}^{2},n_{2}^{2},\dots ,n_{j}^{2},n_{1}^{3},n_{2}^{3},\dots } értékek valamelyikének meg kell egyeznie n-nel, ha n valóban teljes hatvány.
A módszer azonnal egyszerűsíthető, ha k-nak csak a prímszám értékeit vesszük figyelembe. Ez azért van, mert ha {\displaystyle n=m^{k}} egy összetett {\displaystyle k=ap}-re, ahol p prím, akkor a kifejezés egyszerűen átírható a következőre: {\displaystyle n=m^{k}=m^{ap}=(m^{a})^{p}}. Emiatt k minimális értékének szükségképpen prímnek kell lennie.
Ha n prímtényezős felbontása ismert, ahol {\displaystyle n=p_{1}^{\alpha _{1}}p_{2}^{\alpha _{2}}\cdots p_{r}^{\alpha _{r}}} és {\displaystyle p_{i}} különböző prímszámokat jelöl, akkor n akkor és csak akkor teljes hatvány, ha {\displaystyle \gcd(\alpha _{1},\alpha _{2},\ldots ,\alpha _{r})>1}, ahol a gcd=lnko a legnagyobb közös osztót jelenti. Vegyük például az n = 296·360·724 esetet. Mivel lnko (96, 60, 24) = 12, n teljes 12-edik hatvány (és természetesen teljes hatodik, negyedik hatvány, teljes köb és négyzet is, mivel 6, 4, 3 és 2 osztója a 12-nek).

## Teljes hatványok közötti hézagok
2002-ben Preda Mihăilescu román matematikus igazolta, hogy a 23 = 8 és 32 = 9 az egyetlen egymás után következő teljeshatvány-pár, ezzel a Catalan-sejtést is bizonyítva.
A Pillai-sejtés azt állítja, hogy bármely pozitív egész k számhoz csak véges számú olyan teljeshatvány-pár létezik, melyek különbsége k. Ez egy megoldatlan probléma.

## Fordítás
- Ez a szócikk részben vagy egészben a Perfect power című angol Wikipédia-szócikk ezen változatának fordításán alapul.  Az eredeti cikk szerkesztőit annak laptörténete sorolja fel. Ez a jelzés csupán a megfogalmazás eredetét és a szerzői jogokat jelzi, nem szolgál a cikkben szereplő információk forrásmegjelöléseként.